# Rue Landouzy
Pour les articles homonymes, voir Landouzy.
La rue Landouzy est une voie de la commune française de Reims.

## Situation et accès
Elle relie la rue Lesage à la rue Émile-Zola.

## Origine du nom
Elle rend hommage au médecin rémois Hector Landouzy (1812-1864).

## Historique
Elle portait déjà ce nom en 1876.